# Ménara (arrondissement)
Ménara est un des 5 arrondissements de Marrakech, elle-même située au sein de la préfecture de Marrakech, dans la région de Marrakech-Safi. 
Cet arrondissement a connu, de 1994 à 2014 (années des derniers recensements), une hausse de population, passant de 148 403 à 411 094 habitants.
Depuis les élections 2021, le Président de cet arrondissement est Abdelouahed Chafiki (عبد الواحد الشافقي). L'arrondissement communique avec la population via une page Facebook .

## Élections communales de 2021
Au lendemain des élections 2021, le Président de l'arrondissement est Abdelouahed Chafiki (عبد الواحد الشافقي).
Parmi les autres élus de cet arrondissement, on compte les personnes suivantes :
| Liste des élus locaux de Menara | Liste des élus locaux de Menara | Liste des élus locaux de Menara         |
| ------------------------------- | ------------------------------- | --------------------------------------- |
| Abdelouahed Chafiki             | عبد الواحد الشافقي              | Président de l'arrondissement de Menara |
|                                 | امل الملاخ                      | Membre du conseil d'arrondissement      |
|                                 | امين عباس البارودي              | Membre du conseil d'arrondissement      |
|                                 | فاطمة شوتين                     | Membre du conseil d'arrondissement      |
|                                 | الحبيب امهيدرة                  | Membre du conseil d'arrondissement      |
|                                 | سناء نور                        | Membre du conseil d'arrondissement      |
|                                 | محمد فيصل درداري                | Membre du conseil d'arrondissement      |
|                                 | بشرى بركات                      | Membre du conseil d'arrondissement      |
|                                 | انس الوماني                     | Membre du conseil d'arrondissement      |
|                                 | عبد اللطيف المليحي              | Membre du conseil d'arrondissement      |
|                                 | طارق حنيش                       | Membre du conseil d'arrondissement      |
|                                 | نادية الادريسي سليطين           | Membre du conseil d'arrondissement      |
|                                 | عبد الله الامكاري               | Membre du conseil d'arrondissement      |
|                                 | نسيمة سهيم                      | Membre du conseil d'arrondissement      |
|                                 | محمد ايت احسيسين                | Membre du conseil d'arrondissement      |
|                                 | كميليا بنجلون                   | Membre du conseil d'arrondissement      |
|                                 | عبد العزيز الباز                | Membre du conseil d'arrondissement      |
|                                 | عائشة مقنع                      | Membre du conseil d'arrondissement      |
|                                 | توفيق بلوجور                    | Membre du conseil d'arrondissement      |
|                                 | عبد الاله الغلف                 | Membre du conseil d'arrondissement      |
|                                 | يونس الرغاي                     | Membre du conseil d'arrondissement      |
|                                 | محمد توفلة                      | Membre du conseil d'arrondissement      |
|                                 | امال ميصرة                      | Membre du conseil d'arrondissement      |
|                                 | عبد المجيد ايت القاضي           | Membre du conseil d'arrondissement      |
|                                 | رقية اوشويض                     | Membre du conseil d'arrondissement      |
|                                 | عادل المتصدق                    | Membre du conseil d'arrondissement      |
|                                 | زكريا لغريب                     | Membre du conseil d'arrondissement      |
|                                 | عبد المجيد الدمناتي             | Membre du conseil d'arrondissement      |
|                                 | رشيدة لشهابي                    | Membre du conseil d'arrondissement      |
|                                 | يونس ابوسكسو                    | Membre du conseil d'arrondissement      |
|                                 | ايمان الهيلالي                  | Membre du conseil d'arrondissement      |
|                                 | رجاء وردك                       | Membre du conseil d'arrondissement      |
|                                 | عبد السلام البلال               | Membre du conseil d'arrondissement      |
|                                 | فائزة ازات                      | Membre du conseil d'arrondissement      |
|                                 | لحسن حبيبو                      | Membre du conseil d'arrondissement      |
|                                 | عزيز حيكان                      | Membre du conseil d'arrondissement      |
|                                 | البشير جوهر                     | Membre du conseil d'arrondissement      |
|                                 | احمد بنخدة                      | Membre du conseil d'arrondissement      |
|                                 | عبدالرحيم تق تق                 | Membre du conseil d'arrondissement      |
|                                 | مصطفى ايت عدي                   | Membre du conseil d'arrondissement      |